# Strindbergspriset

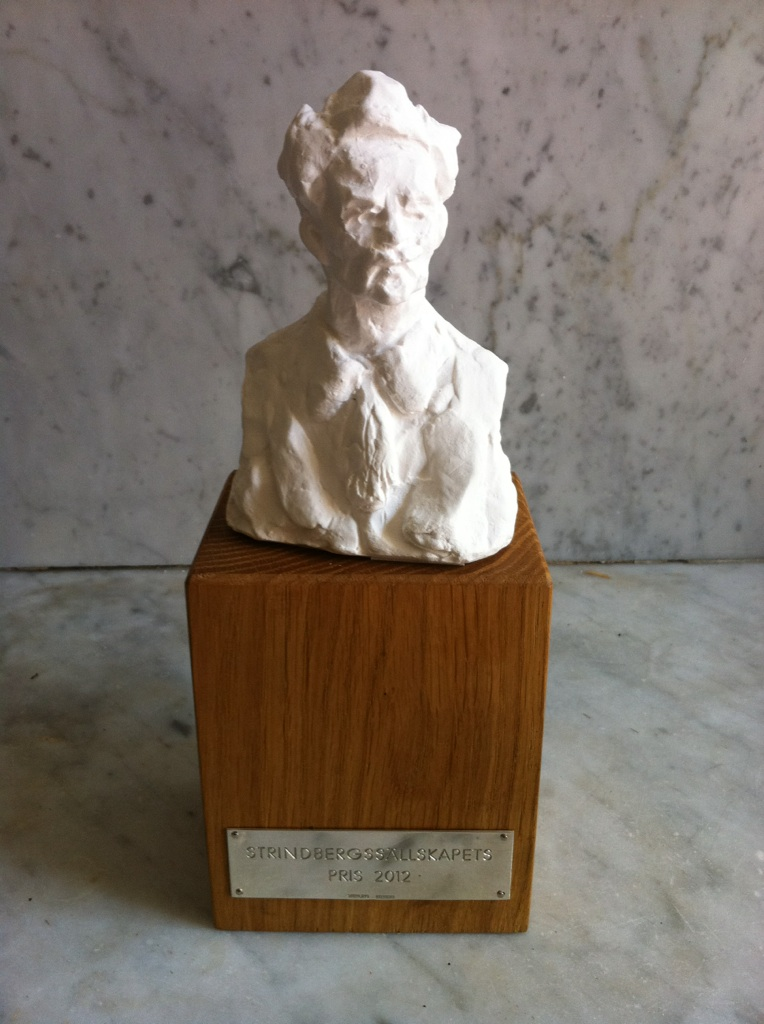

Strindbergspriset delas sedan 1988 ut av Strindbergssällskapet till en grupp eller person som enligt styrelsen ”särskilt förtjänstfullt har verkat för Sällskapets i dess stadgar uttryckta ändamål, att främja kännedomen om August Strindberg och hans verk.” Priset utgörs av en replik av en Strindbergsbyst av Carl Eldh.

## Pristagare[1]
- 1988 – Kungliga Dramatiska Teatern
- 1989 – Mary Sandbach
- 1990 – Gunnar Brandell
- 1991 – C.G. Bjurström
- 1992 – Ingmar Bergman
- 1993 – Margareta Hallin och Ingvar Lidholm
- 1994 – Olof Lagercrantz
- 1995 – Gunnar Ollén
- 1996 – Bengt Lagerkvist
- 1997 – Hans Lindström
- 1998 – Strindbergsmuseet och Adalbert-Stifter-Institut
- 1999 – Michael Robinson
- 2000 – Radioteatern
- 2001 – Keve Hjelm
- 2002 – Lars Dahlbäck
- 2003 – Stockholms stadsteater
- 2004 – Egil Törnqvist
- 2005 – Li Zhiyi
- 2006 – Carl Olof Johansson
- 2009 – Birgitta Steene
- 2012 – Björn Meidal
- 2014 – Franco Perrelli
- 2017 – Ture Rangström
- 2018 – Guy de Faramond och Jacques Robnard
- 2019 – Elena Balzamo
- 2020 – Göran Söderström
- 2021 – Ulf Olsson
- 2022 – Ann-Margaret Mellberg
- 2023 – Gunnel Engwall
- 2024 – Gunnar Edander